# أندرس كريستيانسن
أندرس كريستيانسن (بالدنماركية: Anders Kristiansen)‏ هو لاعب كرة الريشة دنماركي، ولد في 7 سبتمبر 1979 في Frederikssund Municipality ‏ في الدنمارك.

## وصلات خارجية
- أندرس كريستيانسن على موقع BWF.tournamentsoftware.com (الإنجليزية)
- أندرس كريستيانسن على موقع BWFbadminton.com (الإنجليزية)